# Zenodorus pupulus
Zenodorus pupulus är en spindelart som först beskrevs av Tord Tamerlan Teodor Thorell 1881.  Zenodorus pupulus ingår i släktet Zenodorus och familjen hoppspindlar. Inga underarter finns listade i Catalogue of Life.